# Melt sándwich

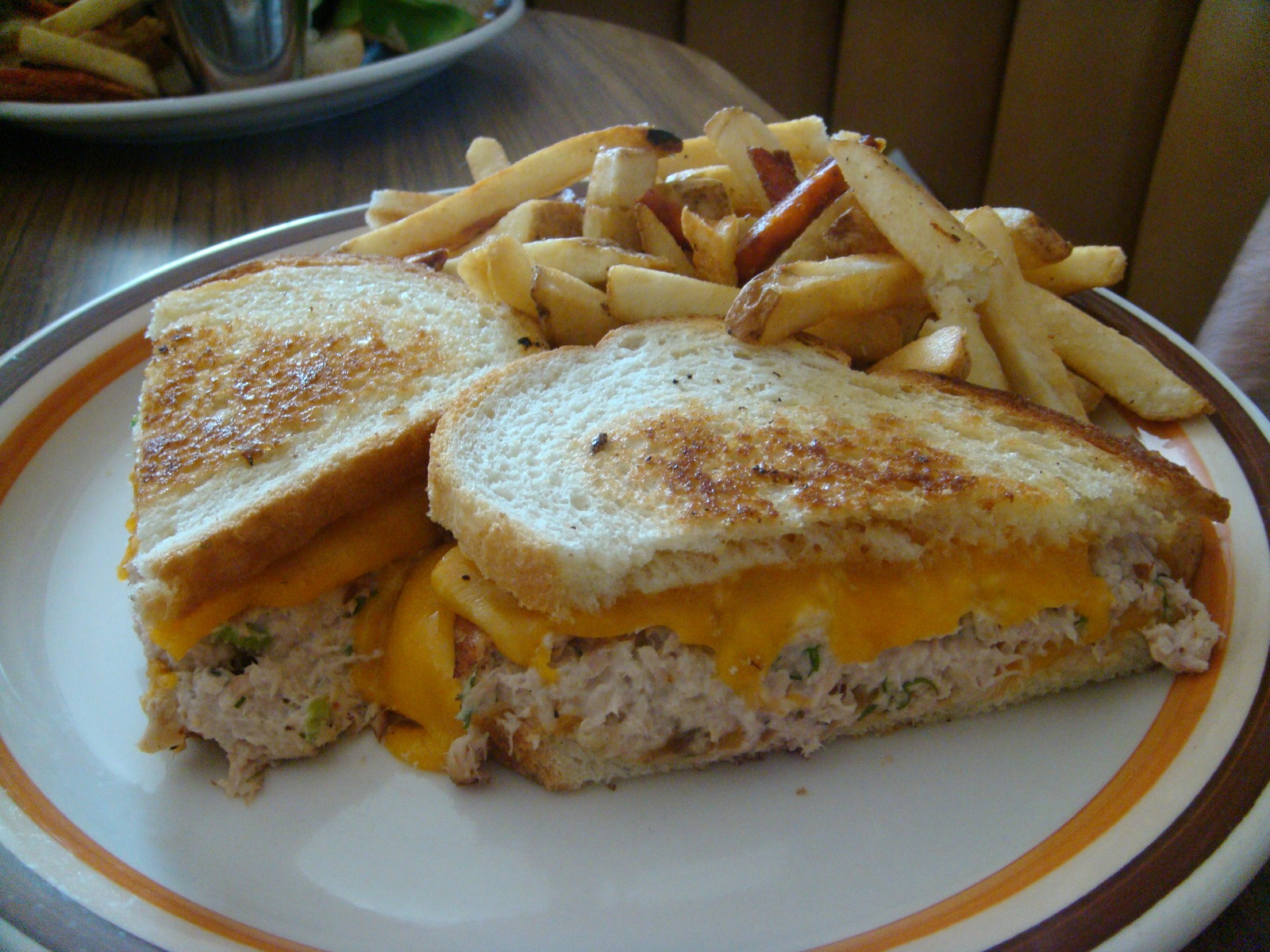
Un 'melt sándwich'.

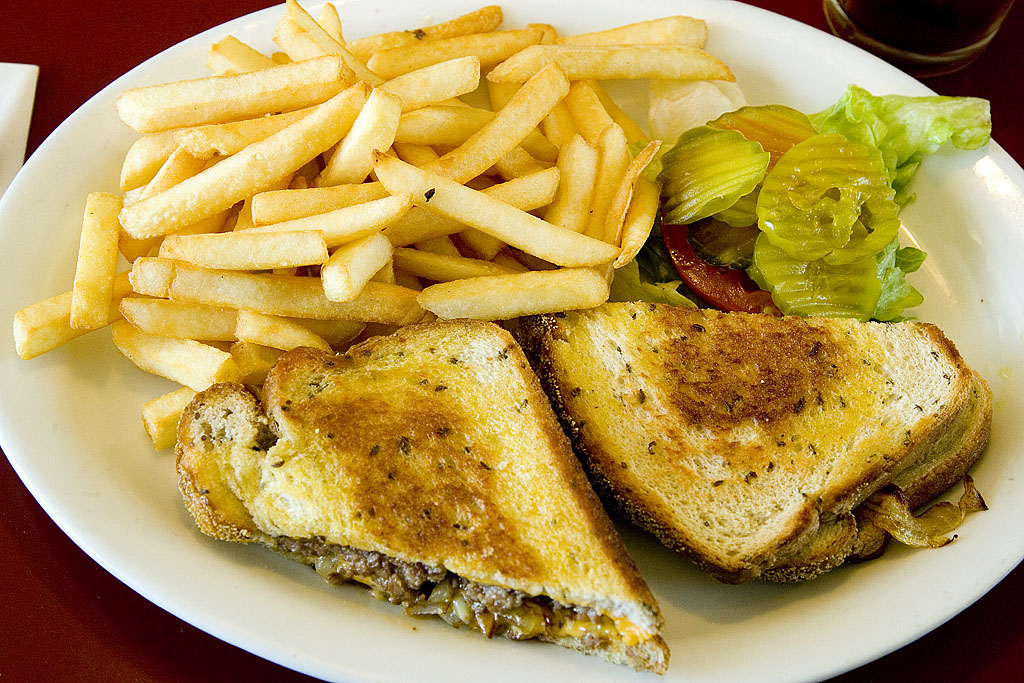
Un patty melt.

El melt sándwich (en español: sándwich fundido) es un tipo de sandwich que se elabora con pan y que contiene un poco de atún en migas que se encuentra cubierto con una loncha de queso, este sándwich es tostado. El sandwich suele elaborarse tostado a la plancha o a veces frito siempre hasta que el queso se funda. Puede ser servido como un sándwich abierto (similar al Cheese dream) o como un simple sándwich de queso.

## Características
El ingediente más típico de este sándwich es el atún, por esta razón se denomina también como tuna melt. Suele elaborarse con, o sin, mahonesa como condimento. Otros ingredientes pueden ser igualmente el jamón cocido (que se denomina Ham and cheese sandwich) o carne (en este caso es denominado como un patty melt). Las variaciones cárnicas del sándwich son diversas, en cada caso suelen especificarse, por ejemplo si se incluye pastrami el sándwich se denomina Pastrami Melt Sandwich.